# Горас
«Горас» (яп. 妖星ゴラス Yōsei Gorasu, «Несчастливая звезда Горас») — японский цветной художественный научно-фантастический фильм, снятый режиссёром Исирой Хонда в 1962 году. Сочетает элементы фильма катастроф и кайдзю-фильма. Сценарий фильма основан на сюжете Дзёдзиро Оками. Фильм представляет собой историю попыток человечества увести Землю с её орбиты, чтобы избежать её столкновения с метеоритом. Фильм был сильно отредактирован для последующего кинопроката в США.

## Сюжет
К Земле приближается огромный метеор, которому люди дали имя Горас. Если он столкнётся с нашей планетой, всё человечество погибнет. По всему миру идёт усердная подготовка к уничтожению метеорита. Положение осложняется тем, что база в Антарктике, которая была единственной надеждой на спасение, была атакована очнувшимся от векового сна чудовищем Магумой.